# Heino Heinaste
Heino Heinaste (do 1936 nosił nazwisko Hermann, ur. 3 marca 1928 w Kuigatsi, zm. 25 czerwca 2006 w Tallinnie) – estoński lekkoatleta startujący w barwach Związku Radzieckiego, specjalista pchnięcia kulą i rzutu dyskiem, medalista mistrzostw Europy z 1954.
Zdobył brązowy medal w pchnięciu kulą na mistrzostwach Europy w 1954 w Bernie. Pokonali go jedynie Jiří Skobla z Czechosłowacji i jego kolega z reprezentacji ZSRR Oto Grigalka. Heinaste startował na tych mistrzostwach także w rzucie dyskiem, w którym zajął 12. miejsce.
Był wicemistrzem ZSRR w pchnięciu kulą w 1954 oraz mistrzem Estońskiej SRR w pchnięciu kulą i rzucie dyskiem w 1956. Zdobywał medale mistrzostw ESRR do 1963.
Rekordy życiowe Heinaste:
| Konkurencja    | Data i miejsce        | Wynik   |
| -------------- | --------------------- | ------- |
| pchnięcie kulą | 28 maja 1960, Tallinn | 17,27 m |
| rzut dyskiem   | 21 maja 1961, Tallinn | 53,30 m |